# Echinopericlimenes calcaratus
Echinopericlimenes calcaratus is een garnalensoort uit de familie van de Palaemonidae. De wetenschappelijke naam van de soort is voor het eerst geldig gepubliceerd in 1993 door Chace en Bruce als Periclimenes calcaratus.